# George Löwendal
George Baron Löwendal (n. 27 aprilie 1897, Sankt Petersburg — d. 18 februarie 1964, București) a fost un pictor și scenograf român de origine ruso-daneză.
Studii la Academia de Belle Arte din Sankt Petersburg. Atras de teatru (dramatic și liric) de pictură, de gazetărie, ș.a. A fost regizor, maestru de balet, director de scenă, actor, scenograf, pictor, profesor universitar. A lucrat la Teatrul Buff din Chișinău (1918-1922), la diverse teatre din București (1922-1926), la Teatrul Național din Cernăuți (1926-1937), la Teatrul din Craiova (1942-1943). Profesor la Institutul „Nicolae Grigorescu”, București (1950-1957) și la Școala Populară de Artă din Suceava. A excelat ca portretist, fiind un adevarat zugrav al sufletului oamenilor. Chipurile de țărani din Bucovina, remarcabile prin acuitatea observației, expresivitatea desenului, ilustrând vechea drama a țăranului român măcinat de suferințe și lipsuri în zadarnica luptă cu greutățile vieții, impresionează profund. La fel de valoroase sunt și portretele unor personalități precum Gala Galaction, Radu Boureanu, N. D. Cocea, Liviu Rebreanu ș.a.George Löwendal are și lucrari de artă monumentală. Este, în același timp autorul unui volum de poezii. Prezent în numeroase expoziții personale și colective.

### Repere biografice 1897-1964 - George Löwendal, pictor și scenograf, de la Sankt Petersburg la București
La 27 aprilie 1897 se naște, în Sankt Petersburg, George, primul fiu al lui Laurențiu II baron Löwendal, ofițer în armata țaristă. Conform scurtei informări genealogice incluse în blazonul familiei, baronii Löwendal erau descendenți din Ulrich Frederick Gyldenløve, născut în 1638, fiul regelui Frederic al III-lea al Danemarcei și Norvegiei. Mama lui George, Liubov Gavrișova, era fiica lui Lev Osipovici Gavrișov, ofițer erou al Flotei Ruse a Mării Negre. 
Soții Löwendal vor avea încă trei băieți: Lev, Nikolai și Boris.
Între 1914–1917 George absolvă liceul la Kiev. Frecventează apoi, în Sankt Petersburg/ Petrograd, cursuri de belle-arte, printre care cele ale pictorului Saveli Moiseevici Zeidenberg. Îi are ca mentori pe peredvijnicii Aleksandr Vladimirovici Maiakovski și pe Aleksandr Petrovici Aleksandrov. 
Activează sporadic ca actor, balerin, pictor decorator, iar în 1915, lucrează ca scenograf la Teatrul de operă al Prințului de Oldenburg.

Între 1918–1921 au loc o serie de evenimente, între care faptul că tatăl artistului, Laurențiu II baron Löwendal, ar fi murit, se pare, într-o acțiune având drept scop salvarea familiei țarului Nicolae al II-lea al Rusiei, (care avea să fie executată în vara lui 1918). În aceeași perioadă, mama sa, Liubov Gavrișova, este deportată în Uzbekistan.
George își urmează mentorul, profesorul Aleksandrov, în Basarabia. La Soroca își descoperă pasiunea pentru teatrul de animație: confecționează primele sale păpuși, scrie piese împreună cu Ariadna Ambrozieva, logodnica sa, și pune în scenă spectacole pentru copii. La Chișinău, colaborează cu diverse companii teatrale ca pictor scenograf; creează decoruri cu motive inspirate din folclorul rus (lubok). De asemenea, realizează panouri decorative pentru Pavilionul Adunării Nobilimii. 
În 1921 se căsătorește la Chișinău cu Ariadna Ambrozieva, originară din Tula (Rusia), studentă la Facultatea de Drept din Odesa. Poetă, scriitoare, solistă-concertistă și, mai târziu, profesoară de limbi străine și canto, ea îl va sprijini întreaga viață, fiindu-i critic și sfătuitor competent.
Între 1921–1925 tinerii căsătoriți se stabilesc la București, unde artistul va învăța limba română. 
Activează ca pictor scenograf și regizor la câteva grădini de vară și teatre de revistă: Cărăbuș,  Grădina Blanduziei, Carol cel Mare (Eforie). 
Este solicitat să lucreze cu reprezentanți de seamă ai scenei interbelice: la Teatrul „Regina Maria” (Compania „Bulandra”) și la Teatrul Central, unde se afla celebra Trupa Vilna[nefuncțională – arhivă]
, stabilită pentru câteva stagiuni la București – aici colaborează mai ales cu regizorul Iacob Sternberg, adept al „teatrului sintetic”, autor al unor antologice montări de factură experimentală. 
Se afirmă ca grafician, publicând în presa culturală numeroase desene și șarje prietenești.  
La 28 octombrie 1923, se naște prima sa fiică, Lydia (m. 2006). 
La 13 iunie 1925, se naște cea de-a doua fiică, Irina (m. 1995).
Între 1926–1935 participă la prima expoziție colectivă de scenografie din perioada interbelică – organizată de criticul de artă Ștefan Nenițescu la Librăria „Hasefer” din București – îl impune printre cei mai valoroși pictori decoratori români. Alături de Löwendal expun lucrări Theodor Kiriacoff-Suruceanu, Marcel Iancu, M. H. Maxy ș.a.
Acceptă un angajament ca pictor scenograf și director tehnic la Teatrul Național din Cernăuți (în acel moment, cea mai tânără companie subvenționată din țară). Prin urmare, părăsește Capitala și, împreună cu familia, se stabilește în cosmopolitul oraș bucovinean. 
În aceeași perioadă aici lucrează nume de prim-plan ale generației sale: Victor Ion Popa (numit director artistic al instituției), Aurel Ion Maican, George Mihail Zamfirescu – animatori ai vieții teatrale interbelice de care îl apropie viziunea înnoitoare asupra artei spectacolului. Grație colaborării sale cu cei trei regizori, scena cernăuțeană e propulsată în avangarda mișcării teatrale românești.
Pentru deschiderea stagiunii 1926–1927, Löwendal proiectează și execută o cortină extrem de elogiată în presa vremii.
Realizează o montare inedită a piesei Crimă și pedeapsă, după Dostoievski, propunând o inovație tehnică – scena glisantă pe șine.
Are un rol decisiv la înființarea primului teatru cult de păpuși și marionete din România, inaugurat ca secție a Teatrului Național din Cernăuți la 1 mai 1928; pentru spectacolul coupé prezentat cu acel prilej, Directorul de teatru și Bastien și Bastienne – opere comice într-un act de W. A. Mozart –, creează păpușile, costumele, decorurile, precum și cortina pictată a micului teatru de animație. 
În stagiunea 1927–1928, realizează decorurile pentru R.U.R. de Karel Čapek, prima montare românească a unei piese SF, și construiește prima scenă turnantă din țară.
În paralel, lucrează pictură de șevalet. Este atras de țăranii și de mănăstirile din Bucovina, care vor deveni motiv predilect al creației sale plastice.
În 1931, înființează Societatea Artiștilor Plastici din Bucovina, denumită „Prietenii Artei”, și participă la prima Expoziție de Toamnă vernisată sub auspiciile acestei societăți. 
În 1932, e prezent cu lucrări în Expoziția pictorilor moldoveni, organizată sub egida Academiei de Belle-Arte din Iași. 
În 1933, expune 89 de tablouri la Palatul Național din Cernăuți. 
În 1934 obține un succes triumfal la Timișoara, cu decorurile operetei Țara surâsului de Franz Lehár. În semn de omagiu, autoritățile orașului îi dăruiesc una dintre ghiulelele conservate în Muzeul de Istorie al Banatului – mărturie a participării strămoșului său, Ulrich Frederik Voldemar conte de Løvendal, la eliberarea Timișoarei de sub ocupația turcă (1716).
În septembrie–octombrie 1935 are prima expoziție personală de anvergură la Sala Mozart din București (tablouri în ulei, desene, acuarele). Critica de specialitate îl consacră ca reprezentant de seamă al artei plastice românești. 
În 1936, Leo van Puyvelde, președintele Comitetului Internațional de Istoria Artei, îi achiziționează tabloul Țăranul cu pălăria ruptă (1935) pentru Muzeul de Artă Modernă din Bruxelles. 
Organizează o expoziție de pictură la Vatra Dornei. 
În toamna aceluiași an, expune 141 de lucrări la Muzeul Carol al II-lea din Cernăuți, eveniment cu remarcabile ecouri în presa vremii.
În 1937, se stabilește la București, împreună cu familia. 
Participă cu lucrări de grafică (afișe) la toate expozițiile Oficiului Național de Turism din țară și străinătate.
Deși se implică din ce în ce mai rar în proiecte teatrale, reia colaborarea cu regizorul Iacob Sternberg și lucrează decoruri pentru companiile conduse de acesta: Trupa „Sidy Thal” și Studioul Teatral Evreiesc din București (BITS). 
Între 1942–1943 activează o scurtă perioadă ca scenograf la Teatrul Național din Craiova.
În 1943, pictează în Bucovina și apoi deschide expoziția de mare succes găzduită la Sala Universul din București. Toate cele 80 de tablouri expuse au fost vândute.
Participă la o expoziție de artă românească organizată la Veneția.
Între 1944–1945 colaborează cu Opera Națională din București (semnează decoruri pentru Tosca de Giacomo Puccini și Casanova, operă comică de Mihail Daia).
În perioada 1945–1946 contribuie, cu machete și schițe, la înființarea Teatrului „Țăndărică” din București, primul teatru profesionist de păpuși și marionete din România. 
Participă la Salonul Oficial de Toamnă din București. Vernisează expoziția personală (portrete de țărani bucovineni) din sălile Parlamentului Român.
Organizează – eveniment inedit pentru peisajul cultural al vremii – o expoziție de pictură în mina Ghelari din județul Hunedoara.
În 1947 este omagiat în publicațiile vremii la împlinirea vârstei de 50 de ani. 
I se conferă de către Regele Mihai I al României ordinul „Meritul cultural” în grad de ofițer.
Participă la Expoziția Anuală de Artă Plastică din București. 
Predă cursuri de perspectivă la Uniunea Arhitecților din România.
Devine membru fondator al Uniunii Artiștilor Plastici și al Fondului Plastic din România. 
Între 1949–1950 este consilier artistic la Institutul de Proiectări Metalurgice din București, pentru care realizează o serie de compoziții cu tematică industrială.
În perioada 1950–1957 activează ca profesor universitar la Institutul de Arte Plastice „Nicolae Grigorescu” din București. 
Participă la Expoziția Anuală de Stat a artiștilor plastici (1953, 1954). 
În vara anului 1954, ține lecții deschise pentru studenții săi în cetatea medievală a Sighișoarei. 
La 11 noiembrie 1954 se stinge din viață soția sa. În următorii ani, artistul va fi preocupat de redactarea creației literare a Ariadnei Löwendal, precum și de redactarea propriilor scrieri. 
Publică în periodicele vremii câteva povestiri cu caracter autobiografic. 
Începând din luna august a anului 1955, își semnează lucrările de artă plastică GLA (adăugând propriilor inițiale litera A, de la prenumele soției).
Între 1957–1964 participă cu mai multe portrete la ediții succesive ale Expoziției Interregionale de artă plastică de la Iași. 
În fiecare vară, pictează în Bucovina numeroase peisaje și chipuri de țărani. 
A avut ca elevi personalități remarcabile ale artei românești, între care Grigore Vasiliu-Birlic, Radu Beligan, ((Nineta Gusti]] și Oleg Danovschi.
La 2 ianuarie 1964 se naște nepoata sa, Ariadna, fiica Irinei.
La 18 februarie 1964 George Löwendal se stinge din viață fulgerător. 
Este înmormântat la cimitirul Sfânta Vineri din București.